# سمفونی سفید، شماره ۳
سمفونی سفید، شماره ۳ (انگلیسی: Symphony in White, No. ۳) یک نقاشی رنگ روغن بر روی بوم از جیمز مک‌نیل ویسلر نقاش جنجال‌برانگیز آمریکایی است که دو زن را در لباس سفید نمایش می‌دهد، یکی از آنها بر روی مبل قرار دارد و در حال استراحت می‌باشد و دیگری زنی است که بر روی زمین و در کنار مبل نشسته، مدلی که بر روی مبل نشسته جوانا هیفرنان معشوقهٔ هنرمند می‌باشد که پیش‌تر در تابلوی سمفونی سفید نقاش نیز حضور داشته، دیدگاه ویسلر در این اثر با تأکید بر فلسفهٔ مربوط به هنر و با الهام از شاعر بزرگ شارل بودلر می‌باشد، حضور یک بادزن دستی در اثر نمایانگر تأثیر ژاپنیسم در این اثر نقاش است که در آن زمان یک جنبش هنری محبوب در هنر اروپا به‌شمار می‌آمد.
ویسلر نیز تا حد زیادی تحت تأثیر همکار و دوست خود آلبرت جوزف مور قرار داشت که این تأثیر در بیشتر آثار وی کاملاً مشهود است، سمفونی سفید شمارهٔ ۳ ویسلر هر چند در سال ۱۸۶۵ آماده و تکمیل شده بود ولی در سال ۱۸۶۷ برای نمایش در آکادمی سلطنتی هنر تحویل داده شد. این اثر نقاش همکاران وی را تحت تأثیر قرار داد هر چند منتقدانی هم در این میان وجود داشتند، عمدهٔ نقد منتقدان به‌طور کامل به درک ارتباط بین نقاشی و عنوان آن می‌چرخید. در بررسی‌های ویژه منتقدان سئوالاتی در این زمینه مطرح شد که واکنش تند و طعنه‌آمیز ویسلر را در پی داشت، از جمله اینکه نظراتی در این زمینه وجود داشت که سایر رنگ‌های به کار رفته در اثر خیلی به سفیدی می‌زند.
مهمترین نقد در این اثر را دانشجوی خود ویسلر به نام والتر سیکرت مطرح کرد تحت عنوان این مضمون: نمایش کم‌آبی در مانور قدیمی قبل از تولد جدید.